# Luis Natalio Monreal
Luis Natalio Monreal y Parro (c. 1830-1884) fue un ingeniero de minas español.

## Biografía
Nació en la localidad toledana de Villacañas hacia 1830. Ingresó en la Escuela de Minas en 1848 y, terminada la carrera, en 1852, ingresó en el Cuerpo de Minas en clase de aspirante en 1853. Fue destinado a ejecutar las prácticas en el establecimiento minero de Almadén y ascendió a ingeniero segundo ese mismo año. Más adelante fue destinado al distrito minero de Murcia y residió durante algún tiempo en Cartagena. Volvió hacia 1858 a las minas de Almadén y al año siguiente al distrito de Zamora con residencia en León, donde ascendió a ingeniero primero.
Creada en 1864 la comisión de estudio de las cuencas carboníferas de Asturias y León, fue destinado a dicho lugar y ascendido a ingeniero jefe de segunda clase. En 1871 fue destinado a la Comisión ejecutiva del Mapa geológico de España, en cuyas publicaciones aparecieron sus principales trabajos. Jefe de primera clase del Cuerpo de Minas desde 1871, falleció el 30 de julio de 1884. Conocedor del idioma alemán, fue caballero de la Orden de Carlos III, socio del Ateneo Científico y Literario de Madrid, de la Sociedad Económica Matritense, individuo de mérito de la Hidrológica Médica, de la de Aranceles y Aduanas y de la Sociedad de Amigos del País de León.
Entre sus publicaciones se contaron «Datos geológicos de la provincia de León, recogidos durante la campaña de 1877-78» y «Apuntes físico geológicos referentes á la zona central de la provincia de Almería», además de un «Mapa geográfico y geológico en bosquejo de la provincia de León» (1880).